# Electro-Voice RE20

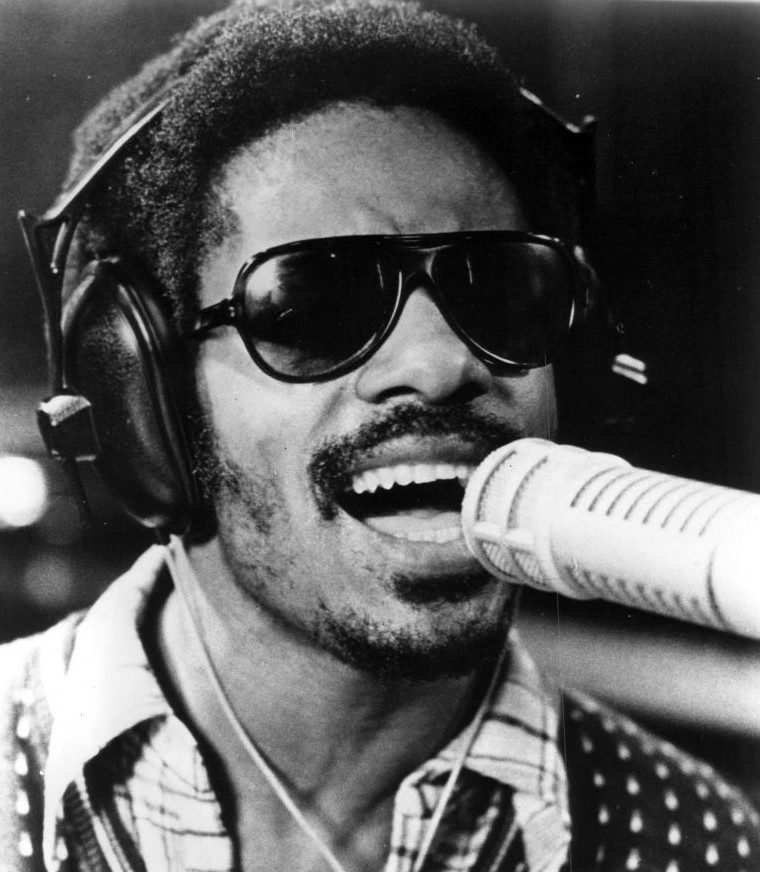
Stevie Wonder und das RE20
(1973)

Das Electro-Voice RE20 ist ein dynamisches Großmembranmikrofon. Es ist seit seiner Einführung durch die amerikanische Firma Electro-Voice 1968 eines der am meisten verbreiteten Mikrofone US-amerikanischer Radiostationen.

## Eigenschaften
Das RE-20 nutzt das von Electro-Voice 1953 patentierte „Variable D“-Design, um die Nahbesprechungs-Effekte kontrollieren zu können. Dies macht es möglich, das Mikrofon sehr nahe an der Schallquelle einzusetzen und dennoch einen klaren Sound zu erzeugen. Durch einen Schalter am Gehäuse lässt sich ein Hochpassfilter („bass tilt-down switch“) zuschalten, der eine Dämpfung von ungefähr 2,25 dB/Oktave unter 400 Hz bewirkt. Im Gegensatz zu den neuen „Broadcast Dynamics“ von EV, die RE27N/D und RE320 wird das Ausgangssignal beim RE20 mit einem Übertrager ausgekoppelt. Das RE20 weist typische Kennwerte dynamischer Mikrofone auf: eine Impedanz von 150 Ohm und eine Ausgangsspannung von 1,5 mV/Pascal.

## Verwendung
Das Mikrofon wird neben der Aufnahme von Sprechstimmen auch zur Abnahme von Bass-Drums und Verstärkern verwendet, da es mit hohem Druck gut zurechtkommt. Außerdem wird es für Blasinstrumente verwendet. Es wird häufig analog zum Sennheiser MD 421 oder Sennheiser MD 441 eingesetzt.
Mit einem Gewicht von 737 Gramm ist das Mikrofon verhältnismäßig schwer. Aufgrund von Farbe und Form lauten populäre Bezeichnungen des RE20 „Donkey Dick“ oder „Elefantenpimmel“.